# Eivind Aadland
Eivind Aadland, född 19 september 1956 i Bergen, är en norsk dirigent och violinist. Han har dirigerat Bergens filharmoniska orkester och Oslo-Filharmonien. Han är i dagsläget dirigent för Trondheims Symfoniorkester.